# Neolític
El Neolític (del grec νέος, néos, 'nou', i λίθος, líthos, 'pedra') és un període de la prehistòria proposat per l'arqueòleg John Lubbock el 1865 per definir la segona part de l'edat de pedra, essent la primera part, i molt més llarga, el Paleolític. El nom fa referència a la forma novella de treballar els estris de pedra, no sols percudits, sinó també polits. Se sol dividir en tres fases: el Neolític inicial, el mitjà i el final.
Durant el Neolític van tenir lloc innovacions de gran transcendència a la història de la humanitat, fins al punt de ser denominada com a revolució neolítica. En aquest període els éssers humans van desenvolupar l'agricultura i la ramaderia, i es van iniciar els processos de sedentarisme i de creació de ciutats, provocant-se canvis econòmics com l'aparició de l'excedent de producció, l’especialització del treball i les conseqüències socials i culturals associades a ells.

## Historiografia

### Etimologia
L'expressió revolució neolítica s'empra en historiografia per designar els canvis socials, econòmics, biològics i tecnològics que es van produir entre l'any -10.000 i l'any -3.000 aproximadament.
La seva caracterització com a període de la humanitat va ser definida per diversos arqueòlegs i historiadors. Entre els més importants destaquen Christian Jürgensen Thomsen (1788-1865), John Lubbock (1834-1913) i Émile Cartailhac (1845-1921).
Als inicis del segle xix es va donar una tendència als estudis historiogràfics a aplicar la teoria de la divisió del treball als descobriments científics. La filosofia, que fins al segle xviii va ser sinònim de "coneixement" se separa epistemològicament donant lloc a diverses disciplines científiques.
L'arqueòleg danès Christian Jürgensen Thomsen va proposar que seria convenient classificar tots els materials històrics obtinguts per designacions que apel·léssin als estris usats, i defineix les tres grans edats historiogràfiques encara usades avui dia: l'Edat de la pedra, l'Edat del bronze i l'edat del ferro.
Publica aquesta classificació l'any 1836 i tot Europa s'hi projecta adoptant les nomenclatures. La idea de Thomsen, però, ja havia estat formulada a l'antiga Roma pel filòsof i poeta Titus Lucreci Carus, qui va suposar que, abans dels metalls, l'ésser humà havia fet servir pedres per a fabricar els seus instruments.
És una proposta evolucionista perquè parteix de la idea que hi ha un desenvolupament progressiu, de menys a més sofisticació i complexitat. Avui dia, però, aquesta classificació és contestada perquè no totes les societats neolítiques han fet ús dels metalls i això no vol pas dir que fossin societàriament menys complexes que les que van utilitzar metalls. Un exemple són les societats de l'Amèrica precolombina, amb un desenvolupament molt gran sense fer ús de metalls.
A la meitat del segle xix les troballes en arqueologia són molt nombroses i es torna a necessitar una nova classificació. L'anglès John Lubbock proposa la subdivisió de l'Edat de la pedra en dues grans parts, paleolític i neolític. Lubbock seguia amb aquesta subdivisió també un esquema evolucionista, de menys elaborat a més elaborat.
L'any 1889, el francès Émile Cartailhac s'uneix a tot un debat sobre la naturalesa d'aquest "neolític" o "nou lític" i fa saber que convindria parlar de "revolució neolítica" perquè les restes arqueològiques fan pagesos uns canvis molt radicals en les organitzacions humanes.
Després de la Primera Guerra Mundial l'arqueòleg australià Vere Gordon Childe va encunyar els termes de revolució neolítica i revolució urbana, que emfasitzen la rellevància dels processos de transformació, per sobre de les característiques definitòries estàndard d'un període, seguint una metodologia molt influïda per l'anàlisi marxista de la societat.

#### La utilitat i interès de l'estudi del Neolític
En història l'interès d'estudiar el Neolític és poder entendre més bé el nostre present per millorar-lo mitjançant un cop d'ulls cap al passat de coses presents. Avui se sap que els sistemes d'economia basats en el sedentarisme, que neix amb el Neolític, tenen tendència a sobreexplotar el medi. Això provoca manca de recursos per poder viure. El sistema de vida sedentari també malmet el medi ambient i, de retruc, les poblacions són objectes d'alterar les condicions climàtiques amb què obtenen els aliments. Una mala collita provocada per un canvi de temperatures no habitual posa en perill la supervivència d'una comunitat.
Aquests són alguns dels exemples de com l'estudi del Neolític revela tota importància. El món actual està sobre-poblat i això és un fenomen que es tragina des del Neolític. Les societats sedentàries tendeixen a fer créixer sense límits la demografia i això condiciona les estratègies de vida, vulgui ser per la convivència entre col·lectius, vulgui ser per la necessitat de produir encara més aliment per abastir tothom. Les societats sedentàries tendeixen a produir en excés i degut a això, periòdicament l'economia és fuetada per una crisi. Les crisis econòmiques són l'arrel molts cops de la pobresa i de canvis estructurals en l'àmbit polític.

#### Especialistes del Neolític
Des del segle xix molts professionals s'han especialitzat en aquest període concret. Els més rellevants per a un estudi complet del període són Vere Gordon Childe i Andrew Moore.

### Recerca i historial

#### La influència dels mites
Les recerques en arqueologia i relatives al període que historiogràficament s'anomena neolític no han estat possibles fins que no s'ha abandonat els mites i s'ha optat per l'empirisme i tot el llegat il·lustrat del segle xviii. Era impossible avançar en aquest camp a causa d'una visió cristiana a Europa que feia de l'agricultura el passatge a un estadi posterior al pecat original. L'home hauria doncs trepitjat la Terra directament en tant que agricultor i ramader.
El segle xix la laïcització de la societat va donar com a resultat la recerca científica sobre aquest període a Europa. Europaés el primer continent que posa en marxa les recerques, i és el primer que deixa de donar explicacions presents partint de la Bíblia. Malgrat això, el Neolític és dels períodes que menys inspira els historiadors o historiadores i en alguns països com a França mateix, el Neolític és un període no gaire explorat. Les troballes de l'antic Egipte són amb diferència més estudiades, vulgui ser per la seva monumentalitat física, vulgui ser per les restes abundants que encara existeixen.
Les recerques a Europa sobre el Neolític són el resultat de l'acceptació de la teoria de l'evolució de l'anglès Charles Darwin. En continuïtat amb això, és natural mirar de cercar què va ocórrer ara fa 10.000 anys.

#### El difusionisme (s. XIX)

Difusió de l'ésser humà pel món durant l'evolució biològica dels primats a l'homínid

Les primeres aportacions historiogràfiques es varen dur a terme al segle xix i són pròpies d'aquest mateix segle i són l'evolucionisme unilineal i el particularisme històric.
No es fan preguntes sobre el per què es va produir el Neolític, però hi aporten una mirada particularista en tant que, de conformitat amb la mentalitat d'època, cal resseguir l'origen i l'expansió de les particularitats de cada cultura neolítica. L'escola alemanya és la primera que s'hi interessa i emet la convicció que les cultures neolítiques tenien totes una particularitat i que es podia traçar-ne l'origen formador. Dit altrament, hi ha una evolució que ens condueix irreparablement cap a un punt d'inici, un lloc originari que va estendre's a tot el món.

Es diu que és una mirada pròpia d'època perquè les teories de l'evolució exerceixen una gran força sobre el pensament científic i de manera natural tothom hi veu una evolució. Es concep una cultura originària que va donar lloc a tot de cultures particulars, així com un origen simple que camina cap a una complexitat de formes; un esquema mig reprès de l'evolucionisme darwinista. Alhora el segle xix és un segle arrelat encara als relats bíblics i hi ha tota una sèrie d'arqueòlegs que voldrien provar que la Bíblia té raó i per això s'endinsen en grans projectes d'arqueologia amb què miren de trobar restes que els donin la raó. No cerquen el punt originari a la Xina, per exemple, sinó que es dirigeixen naturalment a les actuals Israel i Palestina perquè ho diu la Bíblia. En realitat, és una reacció a la laïcització, cientifització i industrialització de la societat. 
Oscar Montelius (1843-1921) és el primer que proposa la teoria difusionista segons la qual l'origen és al Llevant, més concretament a les Palestina i Israel actuals, recolzant-se en part en la Bíblia, sense aportar proves ni evidències verificades i contrastades (Om tidsbestämning inom bronsåldern med särskilt avseende på Skandinavien, 1885). És inicialment a arqueòlegs escandinaus a qui es deu la recol·lecta de material neolític.
A mesura que les recerques arqueològiques dutes a terme durant tot el segle xix i segle xx avancen, els resultats enreden d'allò més i no van en acord amb la teoria difusionista. Al desert del Sàhara s'hi ha trobat un nucli primari, també se n'ha trobat un altre a la Xina actual, al Mèxic i el Perú actuals, a més de Palestina i Israel. La Xina i l'Índia presenten nuclis primaris independents de l'Orient Mitjà. És a dir, el Neolític no es va donar primer al Llevant i d'aquest hi va haver un efecte de mimetisme, sinó que hi va haver diversos llocs que es va entrar al Neolític amb independència d'allò que succeïa al Llevant i, com a tal, exerciren cadascun d'ells un efecte de difusió.
No és fins als anys seixanta del segle xx que es canvia la teoria difusionista i s'accepta, després de les evidències físiques, que de punts originaris i difusionistes n'hi va haver molts més. El llarg trajecte entre el segle xix i la segona meitat del segle xx es deu al poc interès que suscitava el Neolític i la reputació que havia teixit l'arqueòleg australià Vere Gordon Childe. A més d'això, encara en proporció amb la Bíblia, l'evolucionisme havia plantejat un "paquet neolític major": primer l'agricultura, després la ramaderia i finalment la ceràmica. L'objecte que presenta problemes és que s'havia donat per fet que el sedentarisme és sinònim d'agricultura, de conformitat amb l'herència bíblica cristiana. Però no és així. S'ha trobat jaciments en què no s'hi aprecia ceràmica i d'altres en què abans de la ramaderia ja existia la ceràmica. La qüestió és que en emetre la idea que el punt de "naixement" del Neolític era Palestina i Israel, no s'havia cercat en altres indrets del món. Resulta doncs que al Sàhara hi ha igualment un punt de naixement de l'agricultura que és independent d'Israel i Palestina. Tots dos varen exercir influència a les regions del seu voltant. La ceràmica no va ser primer perquè el model d'Israel i Palestina només serveix per les regions que l'envolten.
De fet, gràcies a les recerques fetes pels arqueòlegs com ara Andrew Moore, Robert Braidwood, Jacques Cauvin o Danièle Stordeur es podria dir que els elements de la neolització provenen de diversos llocs i no tots es troben a Jericó. El Zagros és la primera regió que domestica animals i ho difon tot seguit. D'aquesta regió doncs surt la idea i arriba de ben segur a Palestina i Israel més tard, la qual cosa no vol pas dir que a aquestes dues nacions actuals, no s'hi visqués cap procés del neolitització. Ans al contrari.
Definitivament, la sedentarització necessita l'agricultura, d'això les dades semblen que no hi manifesten dubtes, però res va motivar-se de cop i volta i no hi va haver cap esquema lineal.

## El Neolític explicat

### Cronologia
La cronologia del Neolític és particularment delicada a establir car difereix en funció de les regions del món i dels criteris de definició emprats. Més que més, el Neolític, més que una «època», es considera un «estadi cultural» definit per un conjunt de trets tècnics, econòmics i socials.
Existeix així i tot un consens bastant ampli a l'hora de reconèixer que el nucli de neolitització més antic fins ara desenterrat és el Creixent Fèrtil, al sud-est d'Anatòlia, al nord de Mesopotàmia i al Llevant, el qual caldria ubicar ara fa aproximadament entre 11.000 i 9000 anys. Vora la meitat del novè mil·lenni abans de la nostra era, els grups humans, força sedentaris ja, comencen a domesticar animals (cabra, bovins, etc) i plantes (el blat, ordi, llegums com els pèsols, llenties, etc) per tal d'alimentar-se. Cap a l'any –7000 apareixen les primeres ceràmiques, que es generalitzen amb el decórrer dels propers segles.
Els nous coneixements i les noves pràctiques porten aquestes regions a guanyar Europa vers l'any –6500; alhora que s'estenen altres nuclis a partir de l'Àsia central, Nova Guinea, l'Àfrica subsahariana i el subcontinent indi cap a altres regions del planeta. Segueixen diferents vies i mitjans per propagar-se.
Malgrat la disparitat de processos de neolitització a tot el món, s'ha pogut traçar unes línies generals. El Neolític comença al voltant de l'any –10.000 aproximadament i s'estén fins a l'any –3000 aproximadament.
Més tècnicament i en per menut, el Neolític podria dividir-se en neolític inicial (–10.000 a –8.000), neolític mitjà –8.000 a –6.500) i neolític final (-–6.400 a –3500).«

### La Revolució Neolítica
Després de llargues èpoques de clima molt fred, vingueren temporades de clima càlid que comportaren un augment del cabal dels rius, creació de terrasses fluvials, augment del nivell de l'aigua del mar, etc. Al final de la darrera glaciació, i en el canvi cap al clima que hi ha actualment, es produeix un fet revolucionari que es deu al repte que l'espècie humana té al davant: o inventa noves formes de vida que no siguin només destructives i depredadores o fineix com a espècie, car, ateses les condicions de vegetació i de fauna, ja no es pot seguir depredant la natura.
És un període de la història que abraça un temps diferent segons els llocs. Aproximadament, cal situar-lo entre el 7000 aC i el 4000 aC. Apareix al Kurdistan abans del 7000 aC (potser cap al 8000 aC) i es va difondre lentament. A Europa va arribar cap al 5500 aC.
L'impuls definitiu sembla que vingué del factor climàtic (època postglacial), ja que en la darrera fase climàtica de caràcter càlid, a més d'enretirar-se el glaç cap al nord d'Europa, desertitzà les zones subtropicals. En conseqüència, els animals s'extingiren o bé emigraren cap als boscos del nord.

### El creixent fèrtil

Principals centres de desenvolupament primari de l'agricultura: est dels Estats Units (4000–3000 AP), Mesoamèrica (5000–4000 AP), Andes septentrionals (5000–4000 AP), Àfrica subsahariana (5000–4000 AP, ubicació exacta desconeguda), Creixent Fèrtil (11000 AP), conques del Iang-Tsé i del riu Groc (9000 AP) i terres altes de Nova Guinea (9000–6000 AP).

L'escenari del canvi neolític fou, pel que fa a l'Occident i al Pròxim Orient, la zona del creixent fèrtil (costes mediterrànies de Palestina, regió on sorgeixen cultures agrícoles, sedentàries, el Líban i terres interiors d'Mesopotàmia). Les primeres cultures agrícoles sorgiren al sud-est d'Anatòlia cap al 8000 aC, probablement abans del 7000 aC. S'hi detecta la sembra, plantació i emmagatzematge de cereals, i se sap que s'hi van domesticar alguns animals, el primer dels quals fou el gos.
Es van construir poblats de barraques circulars, semisubterrànies, d'una sola cambra, amb les parets i el terra coberts de fang. D'abans del 7000 aC, ja es coneixen les restes d'almenys una gran ciutat, Jericó, amb una superfície d'unes 4 hectàrees, amb muralla de pedra i un fossat excavat d'uns 8 metres d'ample per 3 metres de fons i amb, almenys, una gran torre circular de 9 metres d'alçària, que servia de torre de vigilància, amb una escala per accedir al sostre i a la part alta de la muralla.
Aquesta primera cultura neolítica (neolític preceràmic) va durar des d'aproximadament el 7500 aC fins al 6500 aC i fou substituïda per una altra cultura vinguda del nord, des d'Anatòlia, que també va durar uns mil anys, del 6500 aC al 5500 aC. La cultura neolítica que la va succeir també procedia del nord i va subsistir uns altres mil anys més, del 5500 aC al 4500 aC.
Aquestes cultures es varen estendre per tot el planeta, i se n'accelerà la difusió a partir del 5000 aC, quan es pot establir l'inici del Neolític al continent europeu. Aquesta difusió va seguir vies naturals, com és ara els mars i les valls de grans rius, i molts grups, en trobar-se amb climes i terres diferents, es van veure obligats a conrear i a domesticar altres espècies de plantes i d'animals. Hi ha controvèrsia sobre si la difusió cultural va anar acompanyada per processos d'emigració dels grangers mesopotàmics cap a Europa i Àsia o simplement el contacte entre pobles va permetre a aquests darrers aprendre les tècniques més avançades.
La ceràmica cardial, decorada amb impressions de petxines, permet seguir-ne les línies de difusió per les costes nord i sud de la Mediterrània fins a l'espai dels actuals Països Catalans. Per altra banda, a través de les valls del Danubi i del Rin, l'agricultura i la ramaderia van arribar al nord i a l'oest del continent europeu.

### Altres zones amb activitat neolítica
La zona descrita a l'apartat anterior és la que va afectar Occident. Tanmateix, a part d'aquesta zona de l'Orient Mitjà, està documentada activitat neolítica a la zona de Huang-Ho (la Xina), a Birmània, a la vall de l'Indus (el Pakistan) i a Abissínia.
Al continent americà, els primers intents de domesticació d'animals i de conreus es feren en l'actual estat del Perú i al sud de Mèxic.

## La nova economia productora

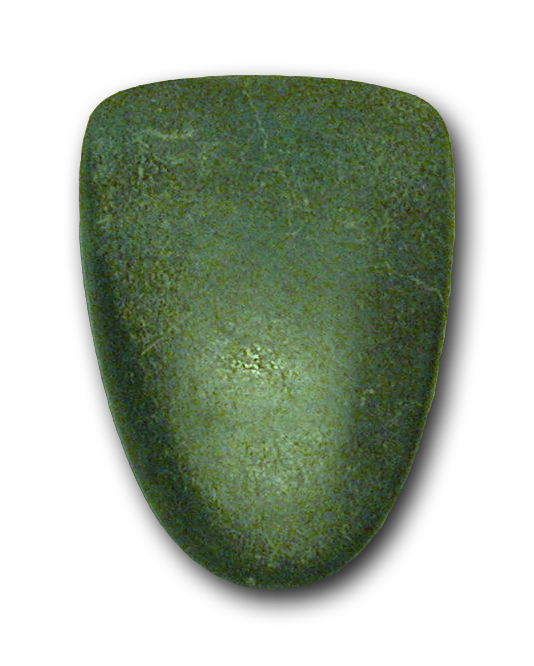
L'aixada de mànec llarg era una eina molt preuada. A la fotografia, una fulla de pedra polida neolítica.

Un gran pas es produeix quan els humans comencen a no dependre només de la caça per sobreviure. S'esdevé, doncs, una autèntica revolució: l'activitat econòmica comença a girar al voltant de l'agricultura i la ramaderia. El descobriment de l'agricultura començà amb la recol·lecció intensiva de fruita i vegetals i l'especialització en la cacera.
L'impuls definitiu vingué del canvi climàtic que es produí al Mesolític, que causà la retirada del glaç cap al nord d'Europa, desertitzà les zones subtropicals, i provocà importants migracions i també extincions d'animals. La manca d'aliments obligà els caçadors-recol·lectors a desenvolupar la producció d'aliments.
La nova activitat econòmica comportarà canvis, tal com foren l'aparició de nous estris per treballar la terra, els primers poblats, o la presència d'uns artesans cada cop més experts.

### Agricultura
Els humans del Neolític, tot observant la natura, conegueren el cicle del creixement de les plantes. Aprengueren que si plantaven una llavor, gràcies a l'aigua de la pluja, aquesta germinaria i donaria fruit. Es convertiren en camperols que conreaven cereals (blat, ordi i sègol) i llegums (llenties, cigrons i pèsols).
A més a més, coneixien bé les plantes i sabien quins bolets tallen les hemorràgies o les plantes que curen el mal de panxa.
Per tal de llaurar la terra, sorgiren nous estris més afinats i més llargs, alhora que apareixen els primers molins manuals per a moldre els grans que es cultiven. En segon lloc, la productivitat aviat fou més alta del que calia per a sobreviure i, a poc a poc, nasqué la idea de riquesa vinculada a la productivitat de les terres: apareix l'excedent de producció, que permetrà pagar activitats no vinculades a la terra o a la ramaderia. També apareix la divisió del treball. Ras i curt, l'excedent farà sorgir primer una divisió del treball i, gairebé immediatament, una minoria que exercirà un domini sobre la resta mitjançant elements coercitius -els funcionaris i l'exèrcit- i ideològics.
El Neolític comportarà una nova economia productora en què el nombre de components d'una comunitat no depenia tan sols de les circumstàncies climàtiques o dels recursos vegetals i animals, sinó de la seva capacitat d'augmentar el fruit de les terres conreades i dels ramats, alhora que l'economia de la comunitat és autosuficient.
La producció d'aliments, fins i tot en la forma més simple, proporciona una oportunitat i un motiu per a l'acumulació d'un sobrant. Una planta cultivada no s'ha de consumir en el moment mateix de la collita. Cal conservar-ne i estalviar-ne el gra perquè duri fins a la propera collita, és a dir, un any sencer. I cal apartar un percentatge de cada collita per a la sembra.
D'altra banda, el bestiar que s'ha hagut de mantenir laboriosament durant la temporada de secada no ha de ser sacrificat i devorat de manera indiscriminada. Almenys, les vaques i les ovelles joves s'han de posar a part i s'han de criar per subministrar llet i per augmentar el ramat.
En segon lloc, l'economia és absolutament autosuficient. La simple comunitat productora d'aliments no depèn, per a cap de les seves necessitats vitals, de la barata o de l'intercanvi amb un altre grup. Produeix i recull tot l'aliment que necessita. Té a la seva disposició, en el veïnatge immediat, les matèries primeres que li calen per al seu simple equip. Els membres o famílies que la integren fabriquen les eines, els estris i les armes que els calen.

### Ramaders
Els humans volgueren menjar animals en períodes de poca caça. És per això que aprengueren a tenir animals vigilats i tancats. Un dels primers de ser domesticat fou el gos. Després vingueren les cabres, les ovelles i les vaques. Més tard, els porcs. Així, menjaven la carn de les peces d'estable i la de les peces que caçaven (cabra, toro, porc senglar, conill i cérvol). En aquest període, també es produeix la completa domesticació d'altres animals com el cavall o el ren.
De l'establiment de la ramaderia, i d'una economia de base ramadera, sorgeix la transhumància, que posa en contacte els pobles i facilita la comunicació entre cultures diferents.

## Formes de vida als poblats neolítics

### Els primers poblats

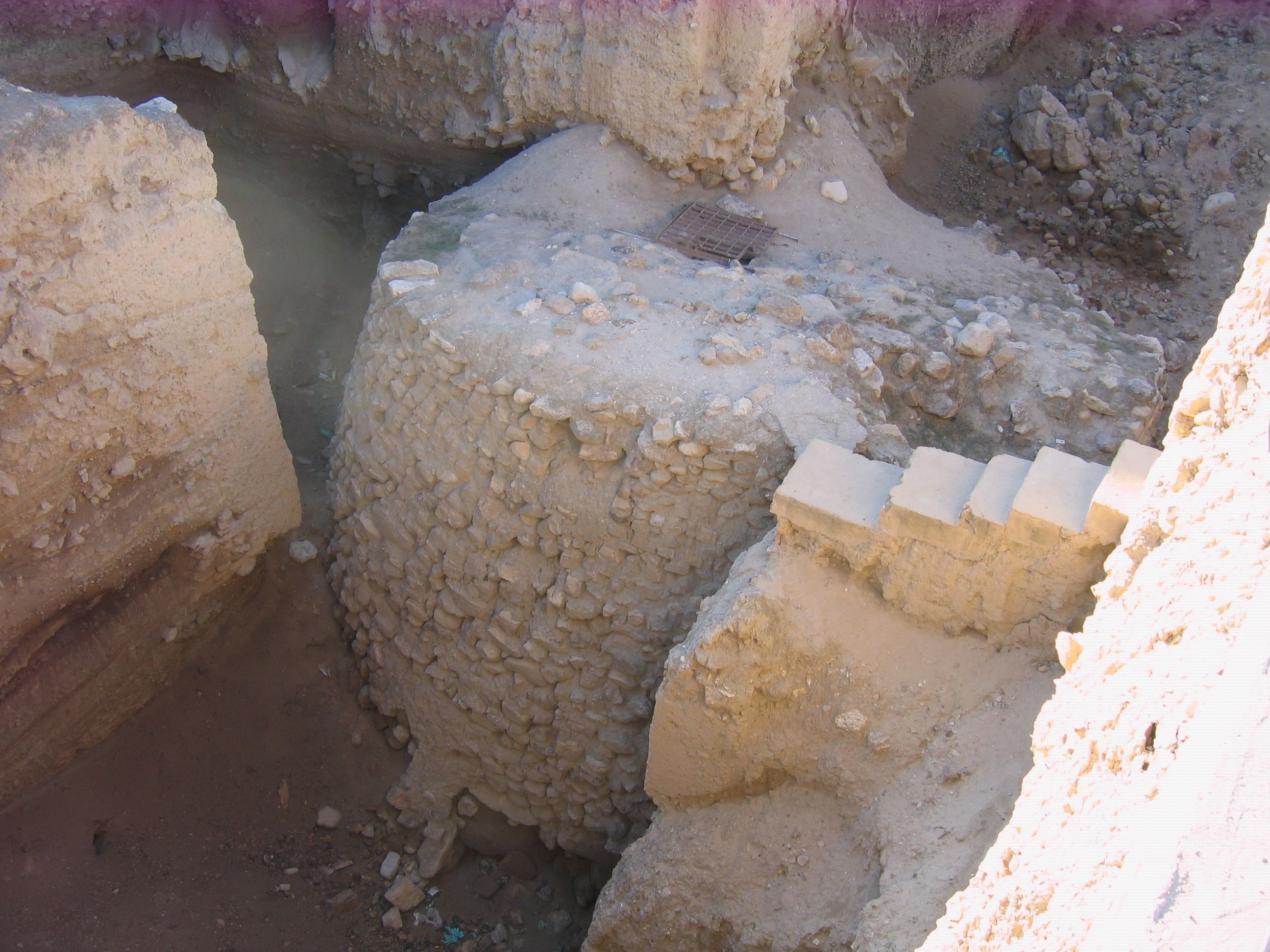
Torre de Jericó

La revolució agrícola del Neolític va requerir la construcció d'assentaments estables i duradors, amb habitatges i estructures adossades per a allotjar i protegir i el bestiar, i dipòsits on conservar els conreus. A mesura que les comunitats humanes evolucionaven i augmentaven, pressionades per les amenaces bèl·liques constants. El Neolític preceràmic A, és una època caracteritzada per l'augment de la sedentarització de les comunitats humanes, amb el desenvolupament de nuclis habitats més grans, noves formes d'arquitectura domèstica i edificis comunitaris i l'aparició dels primers complexos monumentals que poden haver tingut una funció ritual, com Göbekli Tepe. En aquest període van sorgir les primeres ciutats la configuració de les quals estava limitada per l'existència de muralles i per la protecció d'amenaces exteriors. La segona tipologia desenvolupada va ser l'arquitectura religiosa. La humanitat es confrontava amb un món poblat de déus vius, genis i dimonis: un món que encara no coneixia cap objectivitat científica. La manera en què els individus transformaven del seu ambient immediat estava per llavors molt influenciat per les creences religioses. Molts aspectes de la vida quotidiana estaven basats en el respecte o en l'adoració al diví i el sobrenatural.
Les primeres comunitats agrícoles van utilitzar els materials que tenien al seu entorn: fusta, pedra, canyes entrecreuades i cobertes de fang, i els habitatges de Jericó del 9000 aC, que es creu que va ser la primera ciutat de la història, al Pròxim Orient, on la fusta escassejava, el material més estès foren els maons de fang assecats al sol, fets d'una barreja de sorra, argila, aigua i sovint incloïen branques de palla picada i palla, col·locats amb fang. Els maons de fang ben conservats d'un jaciment de Tel Tsaf, a la vall del Jordà, s'han datat al 5200 aC, encara que no hi ha proves que cap dels dos llocs fos el primer a utilitzar la tecnologia. L'evidència suggereix que la composició de maons de fang a Tel Tsaf va ser estable durant almenys 500 anys, al llarg de l'Eneolític.
El poblat es construïa en elevacions del terreny al costat d'un riu o proper a una font d'aigua i, de vegades, estaven protegits de la rapinya de grups veïns o bé dels animals salvatges mitjançant estacades, fossats o murs. A més a més, implicava petites tales de boscos per a poder desenvolupar un treball agrícola. La planta inicial dels habitatges era circular i d'una sola dependència, encara que, posteriorment, es va enriquir amb patis i habitacions equipades amb forns, llars, i estris per a les feines domèstiques.

### Artesans experts

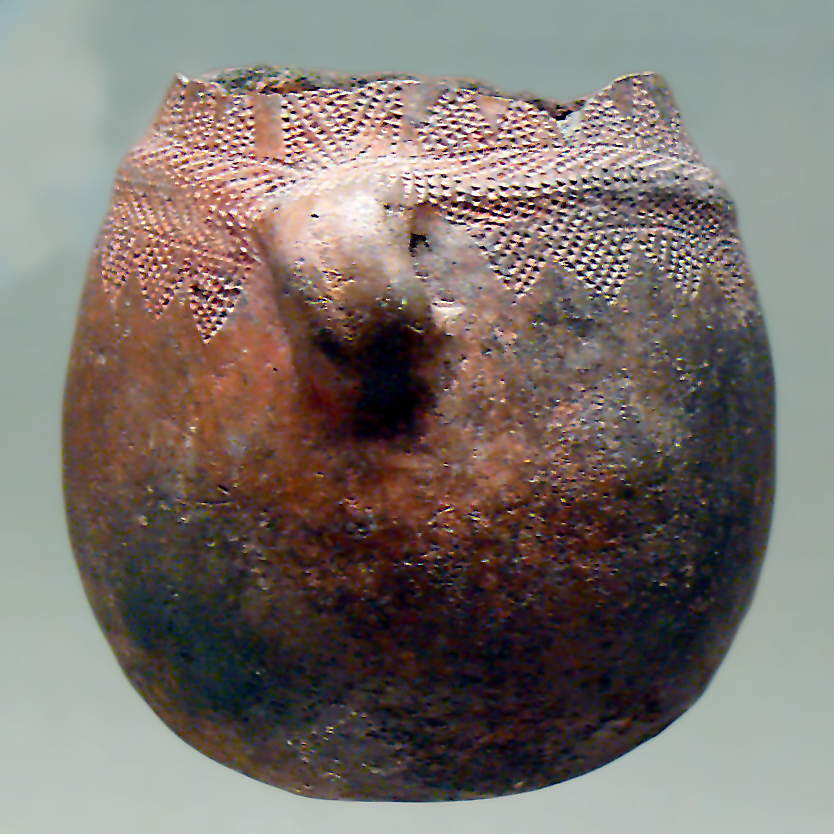
Ceràmica cardial de la cova de La Sarsa, al País Valencià.

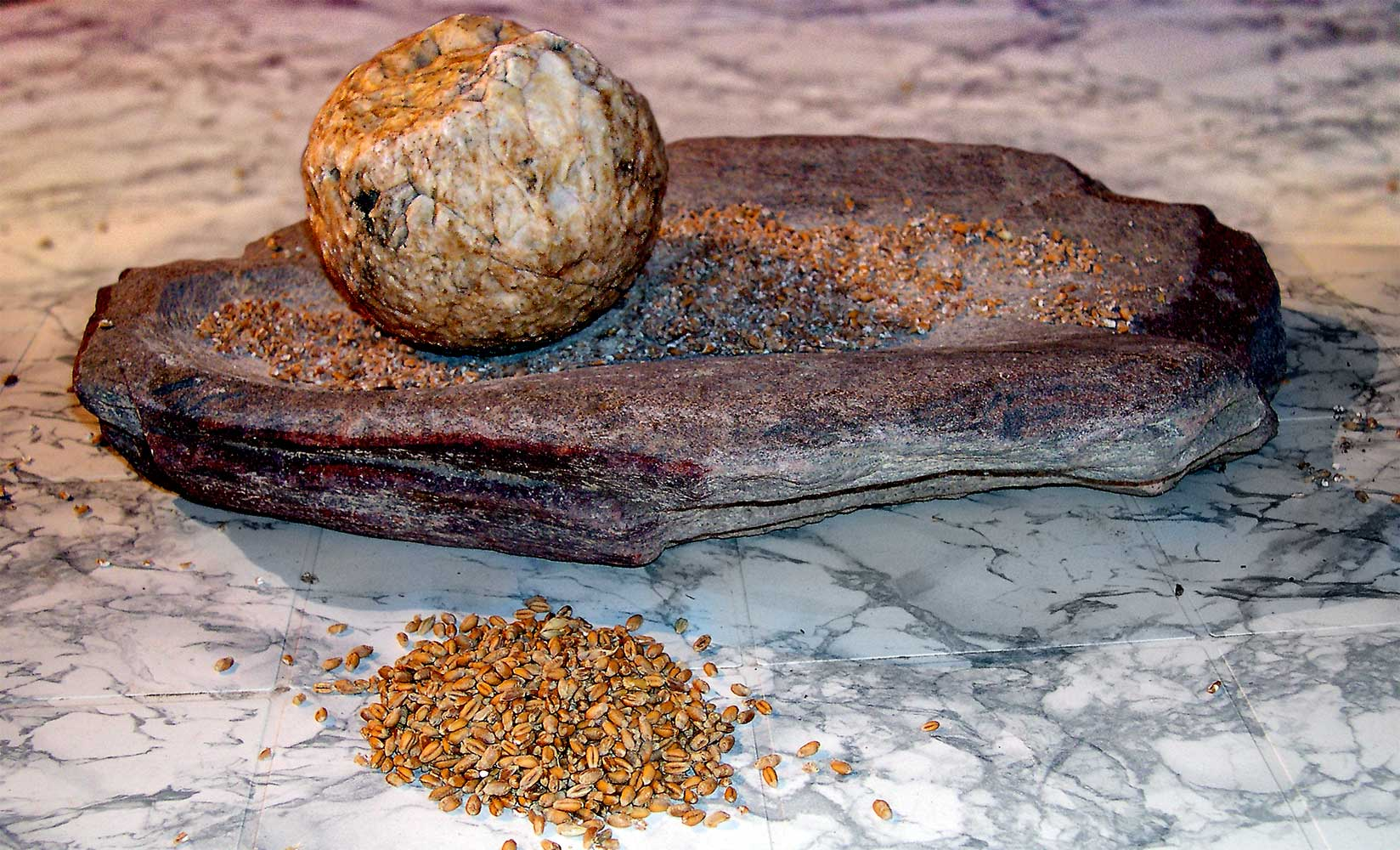
Molí de pedra del Neolític per a la molta de cereals. Consisteix en una gran base lítica, on es posava el gra que es premsava i picava amb una altra pedra.

La substitució dels útils de pedra tallada pels de pedra polida no és la novetat més important, si bé és la que dona nom al període. La diversificació de tasques que calia realitzar (tales d'arbres, sembra de llavors, sega de cereals, molta del gra...) explica que els primers agricultors haguessin de crear nous estris específics per a cada funció. La majoria d'estris eren de sílex amb un mànec de fusta, altres eren d'os i banya d'animal. Feien ceràmica per emmagatzemar aliments, tela per a la roba amb llana i lli, instruments de música...
Els primers poblats no tenien ceràmica i els objectes destinats a contenir líquids eren carabasses, recipients de cuir, bols de pedra o de fusta i cistells de vímet o cordes entrellaçades. Però, a partir del sisè mil·lenni aC, es difon l'ús de les peces de terrissa.
Sorgida la ceràmica, l'ésser humà intenta decorar-la. Sembla que les primeres decoracions eren cordes que devien ser de reforç, però després s'hi van introduir altres variants: l'acanaladora, el cordó (línia en relleu a manera de corda, lleugerament sota la vora) i les anses de diversos tipus. La ceràmica de l'època inicial (cap al 4000 aC) és l'anomenada cardial, amb incisions de diversa mena fetes amb els dits o amb punxons o espàtules d'os o pedra polida, a l'argila tova però ja modelada (sense torn), abans de la cocció. Reben el nom de cardial per estar produïdes la majoria de les incisions amb un tipus de petxina anomenada Cardium edule o altres espècies del mateix gènere Cardium, del qual deriva el nom "cardial". Les incisions -sovint combinades- buscaven efectes simètrics.
Per treballar de forma més eficient, inventaren el molí per esmicolar els cereals conreats i fer-ne farina i el torn per accelerar i perfeccionar el procés de fabricar ceràmica.
El descobriment del teixit està relacionat amb la fabricació anterior de xarxes, entrecreuats d'herbes, cordes i el cosit de pells. La seva aparició no es coneix amb precisió per les dificultats de conservació d'aquests materials. El filat es realitzava ja amb fusos, que facilitaven la torçada del fil, i, després d'uns primers teixits a mà, es va inventar el teler.

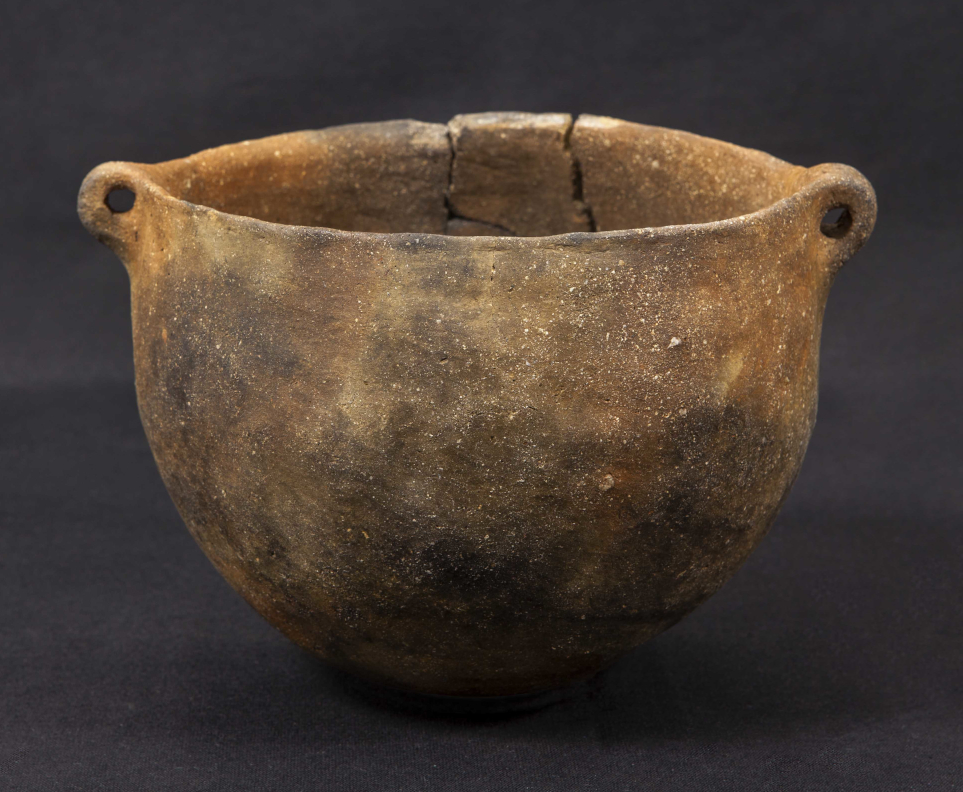
Vas postcardial, recuperat de les excavacions a la caserna de Sant Pau de Barcelona. Col·lecció del Museu d'Història de Barcelona.

També es produeix el desenvolupament de noves habilitats: realitzen destrals de pedra polida, dents de falç, punxons d'os i cistelleria, alhora que sabien fer foc amb facilitat, emprant pedres de sílex i pols de metall.

### Creences
Durant el Neolític, el culte als difunts i els enterraments es van fer més sofisticats. S'han trobat figuretes de fang que fan pensar que en el Neolític tenien divinitats, déus de la fertilitat i forces de la natura, que eren invocades perquè els protegissin.
Als actuals Països Catalans, la cultura dels sepulcres de fossa és pròpia de la mitjania del quart mil·lenni a mitjan tercer. Aquests sepulcres individuals amb objectes personals i elements religiosos s'han trobat prop dels cursos del riu, en àrees adequades per al conreu: costa del Maresme, a les valls del Ter, en el curs del Llobregat i els seus afluents, a la vall del Francolí com és el cas de Vimbodí i Poblet.
Aquests enterraments ens fan pensar que creien en la vida del més enllà. La disposició dels esquelets demostren que el cadàver es posava amb les cames aixecades, gairebé en posició fetal, en contacte directe amb la terra o bé protegit amb lloses. Al seu costat, sol aparèixer un aixovar funerari format per ornaments, eines de treball, armes, peces de ceràmica, etc.

### Pràctiques artístiques
És en les activitats artístiques on més es nota la ruptura amb el Paleolític. Les grans manifestacions realistes de l'art rupestre donen pas a escasses pintures esquemàtiques, molt més pobres en dibuix i en color, si bé l'art va ampliar-ne el camp d'acció a la decoració d'objectes de ceràmica.
Les pintures rupestres més tardanes, corresponents als períodes ceràmics, es distingeixen pel moviment de les figures i per una tendència cap a l'abstracció, fins al punt de convertir la figura humana en un teixit de ratlles i angles.
Entre el 6000 i el 4000 aC, en l'arc mediterrani de la península Ibèrica, es va desenvolupar un tipus d'art prehistòric característic. És el que, a falta de nom, es coneix com a art llevantí. Territorialment, aquest art és present a Osca i Terol (Aragó); Lleida i Tarragona (Catalunya); a tot el País Valencià; Múrcia; Albacete i Conca (Castella); Jaen i Almeria (Andalusia). A Catalunya, aquest art s'inicia en el V mil·lenni aC i perdura fins al final de l'edat dels metalls.

## El Neolític als Països Catalans

### Neolític a Catalunya
A Vallirana es van trobar les restes de sis individus, els seus objectes i animals, que van servir per establir que els primers ramaders i agricultors del Neolític van arribar a la Península des del Pròxim Orient seguint el Mediterrani fa 7.400 anys. De mitjan cinquè mil·lenni a la meitat del quart, podem constatar que la forma de vida, a Catalunya, ja és plenament neolítica. Per exemple, s'ha trobat ceràmica a Collbató (Montserrat), en les excavacions fetes per Joan Colominas i Roca. Les peces estan decorades amb incisions fetes per la vora dentada d'una petxina (ceràmica cardial). Per altres restes arqueològiques, se sap que l'agricultura de secà era cerealística i basada en l'aprofitament de pasturatges per a bestiar.
Al parc de La Draga, a Banyoles, hi ha l'únic jaciment neolític lacustre de la península Ibèrica. A la Draga, de 4000 anys aC, hi havia platges que avui cobreix l'aigua. Un fet que ha permès la bona conservació de materials com la fusta, les cordes, els cistells i els vegetals. Hi ha objectes recuperats que són únics: arcs i javelines, pals cavadors i falçs, tiges de fletxa, mànecs d'aixes, cistells de jonc, etc. L'any 1990 es va fer el primer sondeig. De llavors ençà, les excavacions successives han revolucionat el coneixement sobre les primeres societats neolítiques de la Mediterrània occidental. Des de l'abril de 2004, el parc és visitable mentre les excavacions hi continuen.
A la cova de la Font Major, a l'Espluga de Francolí, s'hi han trobat restes de presència humana des del Paleolític inferior, quan va ser habitada de manera temporal per comunitats de caçadors recol·lectors, fins al Neolític, moment en què els assentaments al vestíbul es feren permanents.
En el Neolític mitjà ple, al territori de Catalunya, es configura un grup cultural conegut amb el nom dels sepulcres de fossa. D'aquest període, es coneix un gran nombre de jaciments funeraris, entre d'altres la Bòbila Madurell (Sant Quirze del Vallès), Can Gambús 1 (Sabadell), camí de Can Grau (La Roca del Vallès), necròpolis del Pla del riu de les Marcetes (Manresa) i el dolmen de Tires Llargues (Sant Climent Sescebes). Pel que fa als jaciments d'hàbitat d'aquest període, un dels de més entitat és el de Ca n'Isaac (Palau-Saverdera), amb construccions de cabanes en pedra. D'aquest mateix període, coneixem les mines prehistòriques de Gavà, un dels complexos miners neolítics més importants d'Europa, dedicat a l'obtenció de la variscita.

### Neolític a les Illes Balears
Una modesta navegació d'altura permeté arribar a les Illes Balears vers el 4000 aC, que trobem testimoniats a la Serra de Tramuntana de Mallorca.